# Грозненский округ (Северо-Кавказский край)
Грозненский округ или автономный город Грозный — административно-территориальная единица, существовавшая в 1924—1928 годах в Северо-Кавказском крае РСФСР в составе СССР.
Административный центр — город Грозный.

## История
Постановлением Президиума ВЦИК от 4 января 1923 года в составе Горской АССР образована Грозненская губерния без территории: Грозный выделяется в особую административную единицу, управляющуюся на правах губисполкома, в подчинении которого находятся Новые и Старые Нефтепромысла, а также Нефтепромышленный (Заводской) район. Постановлением Президиума ВЦИК от 19 марта 1923 года к городу присоединён Эксплуатационный район «Грознефти», а предприятия «Грознефти» входят в административное подчинение Грозненского губисполкома.
После упразднения Горской АССР, Постановлением Президиума ВЦИК от 18 августа 1924 года Грозненский губисполком переименован в Грозненский окружной исполнительный комитет: был образован автономный город Грозный на правах округа — Грозненский округ. Он вошёл сперва в Юго-Восточную область, а с октября 1924 года — в Северо-Кавказский край.
В территорию этого округа включены город Грозный, Новые и Старые Нефтепромысла, а также Заводской район. Постановлением Президиума ВЦИК № 82 от 5 ноября 1928 года округ упразднён, а его территория включена в состав Чеченской автономной области.
Вторично Грозненский округ был образован 7 марта 1944 года после депортации чеченцев. Округ входил в состав Ставропольского края. 22 марта 1944 года округ был упразднён, а его территория вошла в новую Грозненскую область.

## Население
Численность населения на 1926 год — 97 087 человек, в том числе собственно город Грозный — 70 898 жителей, фаб. зав. пос. Новые Нефтепромысла — 4836 жителей, раб.пос. Старые Нефтепромысла — 21 353 жителя.
В национальном составе в округе преобладали:
- русские — 68 152 (70,2 %),
- украинцы — 7796 (8,0 %),
- армяне — 5843 (6,0 %),
- татары — 3108 (3,2 %),
- чеченцы — 1931 (2,0 %),
- белорусы — 1897 (2,0 %),
- евреи горские — 1475 (1,5 %),
- евреи — 1312 (1,4 %),
- другие — 4395 (6,2 %),
- всего 97 087 (100,0 %).

Городские поселения и их национальный состав в Грозненском округе (по переписи населения 1926 года)
| народ                                              | Численность, чел. | Доля от всего населения, % |
| город Грозный                                      |                   |                            |
| Всего населения:                                   | 70898             |                            |
| В том числе казаков:                               | 8646              | 12,19                      |
| Из общего количества населения:                    |                   |                            |
| Великороссы (русские)                              | 49188             | 69,37                      |
| Армяне                                             | 5257              | 7,41                       |
| Украинцы                                           | 4722              | 6,66                       |
| Чеченцы                                            | 1594              | 2,24                       |
| Татары                                             | 1538              | 2,17                       |
| Евреи-горские                                      | 1475              | 2,08                       |
| Белорусы                                           | 1465              | 2,06                       |
| Евреи                                              | 1264              | 1,78                       |
| Грузины                                            | 659               | 0,93                       |
| Поляки                                             | 575               | 0,81                       |
| Персы                                              | 521               | 0,73                       |
| Греки                                              | 479               | 0,67                       |
| Немцы                                              | 364               | 0,51                       |
| Осетины                                            | 158               | 0,22                       |
| фаб. зав. пос. Новые Нефтепромысла                 |                   |                            |
| Всего населения:                                   | 4836              |                            |
| В том числе казаков:                               | 541               | 11,18                      |
| Из общего количества населения:                    |                   |                            |
| Великороссы (русские)                              | 3469              | 71,73                      |
| Украинцы                                           | 562               | 11,62                      |
| Армяне                                             | 268               | 5,54                       |
| Татары                                             | 215               | 4,44                       |
| раб. пос. Старые Нефтепромысла                     |                   |                            |
| Всего населения:                                   | 21353             |                            |
| В том числе казаков:                               | 5061              | 23,70                      |
| Из общего количества населения:                    |                   |                            |
| Великороссы (русские)                              | 15495             | 72,56                      |
| Украинцы                                           | 2612              | 12,23                      |
| Татары                                             | 1355              | 6,34                       |
| Белорусы                                           | 341               | 1,59                       |
| Армяне                                             | 318               | 1,49                       |
| Чеченцы                                            | 299               | 1,40                       |
| Поляки                                             | 128               | 0,60                       |
| ВСЕГО ПО ГОРОДСКИМ ПОСЕЛЕНИЯМ ГРОЗНЕНСКОГО ОКРУГА: | 97087             |                            |